# Ка Ваноне (Павија)
Ка Ваноне је насеље у Италији у округу Павија, региону Ломбардија.
Према процени из 2011. у насељу је живело 26 становника. Насеље се налази на надморској висини од 501 м.